# Cryogene elektronenmicroscopie

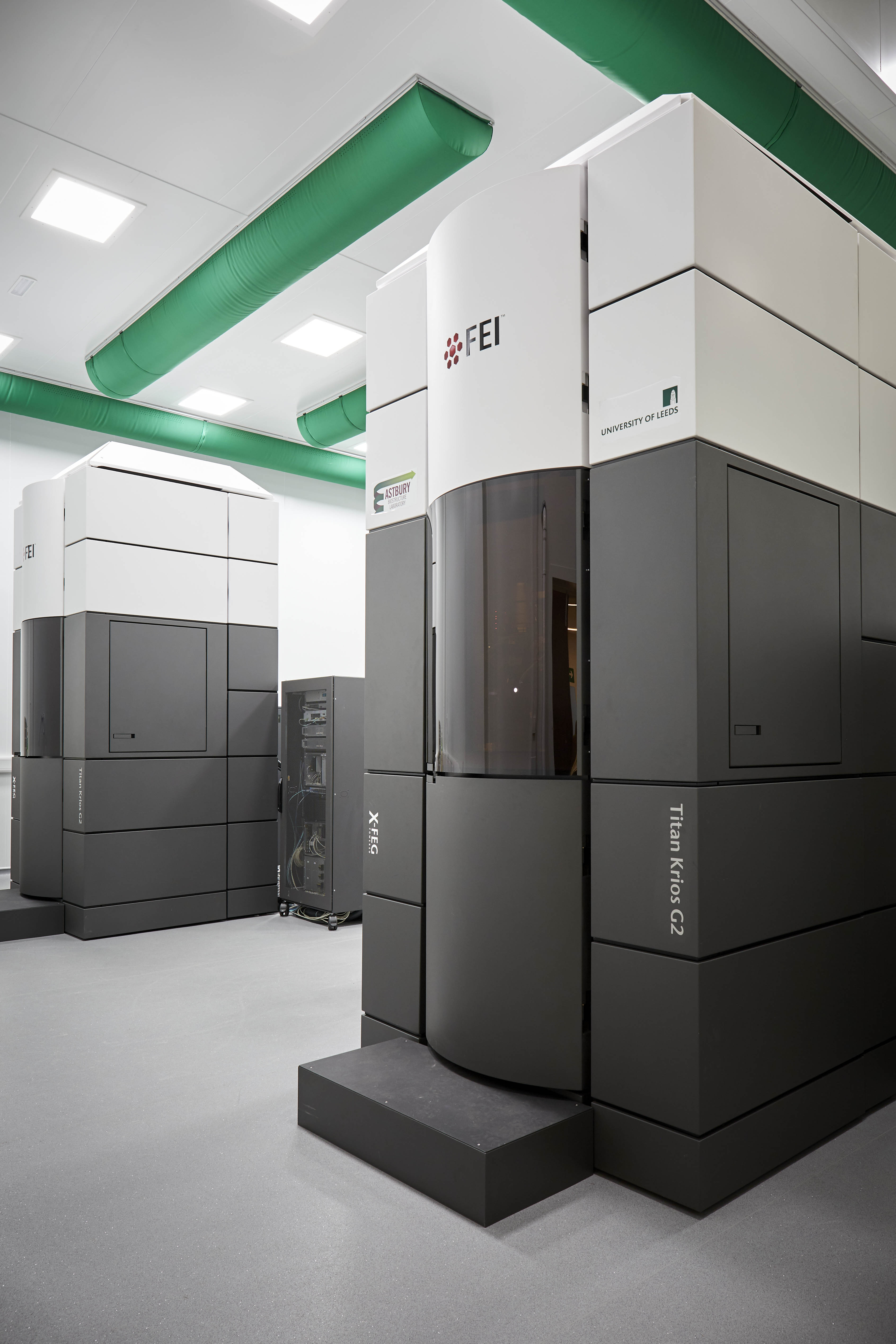
Een cryo-elektronenmicroscoop (Titan Krios) in de Universiteit van Leeds

Cryo-elektronenmicroscopie, vaak afgekort als cryo-EM, is een moderne vorm van elektronenmicroscopie waarbij het te bestuderen materiaal wordt afgekoeld tot zeer lage – cryogene – temperaturen. Biologische structuren, zoals biomoleculen, virussen of bacteriën, worden extreem snel afgekoeld tot een toestand van glasachtig ijs (vitreous ice). Dit gebeurt zo snel, dat de watermoleculen in het preparaat geen tijd hebben om kristallen te vormen, zodat de structuren in hun oorspronkelijke, driedimensionale staat bekeken kunnen worden.
Cryo-EM heeft een zeer hoog oplossend vermogen (resolutie). Het laat toe dat structuren in beeld gebracht kunnen worden met een atomaire resolutie. De techniek is in de structuurbiologie in de belangstelling gekomen als een krachtig alternatief voor röntgenkristallografie en NMR-spectroscopie; twee oudere technieken die gebruikt worden voor ontrafeling van de macromoleculaire structuur. De techniek werd bekroond met de Nobelprijs in 2017.